# Walter Leupold
Walter Leupold (* 26. Juli 1913 in Gefrees; † unbekannt) war ein deutscher Stahlwarenfabrikant und Politiker (NPD).

## Leben und Wirken
Walter Leupold wurde als Sohn des Fabrikanten Christof Leupold und dessen Ehefrau Hedwig Leupold, geborene Weisheit, im Fichtelgebirge geboren. Er besuchte von 1924 bis 1930 die Oberrealschule in Bayreuth. Dann absolvierte er eine handwerkliche und kaufmännische Lehre im väterlichen Betrieb, der 1932 nach Bayreuth verlegt wurde. Zum 1. Januar 1935 trat er der NSDAP bei (Mitgliedsnummer 3.595.657). Im Frühjahr 1939 wurde Leupold zur Wehrmacht einberufen und im Zweiten Weltkrieg im Westfeldzug und an der Ostfront eingesetzt. 1941 wurde er zum Offizieranwärterlehrgang an die Panzertruppenschule Wünsdorf kommandiert. Zum Leutnant befördert nahm er weiter am Krieg teil. Zum Kriegsende war er Oberleutnant und Kompanieführer in einer Panzerjägerabteilung. Insgesamt verbrachte er siebeneinhalb Jahre als Soldat, im Lazarett und in Gefangenschaft.
1948 übernahm er als Stahlwarenfabrikant den Betrieb seiner Familie, eine Messer- und Waffenschmiede mit über 500-jähriger Tradition. Ab 1960 war er Schöffe beim Landgericht Bayreuth und ab 1966 Stadtrat in Bayreuth.
Leupold war vom 2. Dezember 1966 bis zum 2. Dezember 1970 Mitglied des Bayerischen Landtags. Er wurde im Wahlkreis Oberfranken gewählt und war bis zum 18. Januar 1967 Mitglied des Ausschusses für Sozial- und Gesundheitspolitik und ab dem 18. Januar 1967 Mitglied des Ausschusses für Wirtschaft und Verkehr.